# Orienspterodon
Orienspterodon — викопний рід гієнодонтидів, які мешкали в Китаї та М'янмі в середньому еоцені. Спочатку він був віднесений до Pterodon у 1975 році, але врешті-решт був віднесений до власного роду в 2007 році. Попри те, що Egi та ін. класифікували їх як представників Hyainailouridae, стоматологічні характеристики свідчать про розміщення в Hyaenodontidae як близького родича південноазіатських представників Proviverrinae.